# Finkey József
Finkey József (Sárospatak, 1889. november 27. – Sopron, 1941. április 7.) magyar bányamérnök, az MTA tagja, az érc- és szénelőkészítés első egyetemi tanára. Az Országos Magyar Bányászati és Kohászati Egyesület alelnöke.

## Tanulmányai
Szülővárosában a nagyhírű és népszerű Sárospataki Református Kollégium-ban 1907-ben fejezte be középiskolai tanulmányait, még ebben az esztendőben a selmecbányai Akadémiára nyert felvételt. Itt nemcsak a tanulmányaiban tüntette ki magát, hanem a laboratóriumok kísérleti munkáiban is.
Egyetemi tanulmányait 1911-ben fejezte be.

## Gyakorlati munkája
1911-től a Krassó-Szörény vármegyében fekvő Drenkova kőszénbányájába került gyakornoknak, majd 1913-ban sikeres államvizsga után ugyanitt bányamérnöknek osztották be. Tudományos érdeklődése miatt hamarosan visszakerült az Akadémiára.

## Oktatási tevékenysége
1914 évben az új tanévben már a bányaműveléstani tanszéken tanársegédi feladatokat látott el. A háborús események miatt egy év katonai szolgálatot látott el. A tanulási, oktatási, tudományos és gyakorlati munkát személyénél nem lehet elválasztani. 1916-ban jelent meg első tudományos értekezése Bányatelepek tervezésének gazdasági alapelvei címmel. Korán felismerte, hogy a bányaművelés területén egyre jelentősebb és attól elválaszthatatlan az érc- és szénelőkészítés. A háború befejezése után 1918-tól már egyetemi adjunktusként kísérletek sorozatát végezte és törekedett a minél hatékonyabb eljárások kidolgozására. Ezt a törekvését elősegítette az a körülmény, hogy a békeszerződés következtében az ország jelentősebb érc és kőszénbányái az elcsatolt területen voltak, a megmaradt szerényebb lehetőségek jobb kihasználása elengedhetetlenné vált. 1923-ban az akkor megalapított Érc és Szénelőkészítési Tanszék vezetésével bízták meg és rövid időn belül 1926-ban főiskolai rendes tanárnak, majd 1934-ben egyetemi nyilvános rendes tanárnak nevezték ki. Az 1929-1930-as tanévben a bányászati osztály dékánja, míg  1934-1935 tanévtől kezdődően a Bánya-, Kohó- és Erdőmérnöki kar dékánja volt. Az egyre nagyobb jelentőségű Érc és Szénelőkészítési Tanszéket vezette korai haláláig, szorgalmazva az ott folyó kísérleti munkát, aminek közvetlen gyakorlati hasznai is rövid időn belül jelentkeztek.

## Tudományos munkája
1924-ben jelent meg németül Berlinben a Nedves uton való ércelőkészítés tudományos alapjai című munkája, amit rövid időn belül lefordítottak angolra. Ezen munkája az Amerikai Egyesült Államok Missouri szövetségi államának egyetemén Rollában 1930-ban már hivatalos tankönyv lett. 1932-ben lefordították orosz nyelvre és Harkovban is kiadták a helyi bányászati egyetem tankönyvének. Ezen munkája alapján 1934-ben a Magyar Tudományos Akadémia levelező tagjává választották, ahol 1940-ben rendes tag lett. 1941-ben könyvét spanyol nyelven is kiadták. Legfontosabb feladatának és kutatásai fő témájának a hazai barna kőszenek nemesítésének és hazai alapanyagokkal való brikettezésének gyakorlatban megvalósítható megoldását tekintette, amire technológiákat és gépkonstrukciókat is kidolgozott. Nagy hangsúlyt kapott munkájában a hazai bányák érceinek minél jobb fémkihozatala is, amire 1920-ban kidolgozta a nedves flotációs (úsztató) eljárás különleges módját. Ezzel az eljárással  Recsk ércbányájában termelt aranytartalmú pirit és az ott előforduló más rézércek esetében elérték, hogy az 1913 évi 4,3 kg aranytermelés, a trianoni békeszerződés után 150–180 kg-ra növekedett. Ezért a legmagasabb állami kitüntetésben részesült. Kísérleteket folytatott eredményesen az úrkúton előforduló mangánércek dúsításával. Foglalkozott a Gyöngyösoroszi ércelőfordulás komplex érceinek flotációs eljárásával. Mágneses eljárást dolgozott ki a Bagamér és Nagyléta környékén található gyepvasércek dúsítására. Eredményesen szabadalmaztatta a szénelőkészítést, a koksz-szén alapanyag kinyerést forradalmasító pneumatikus légszér berendezést és az ahhoz kapcsolódó eljárást sok államban elfogadták. A flotálás tárgykörében is több szabadalmát tudta érvényesíteni eljárásokban és gépszerkezetekben és berendezésekben is. Több éven át volt alelnöke az Országos Magyar Bányászati és Kohászati Egyesületnek. Hamvait a Kerepesi úti sírkertben helyezték örök nyugalomra.

## Fontosabb szakirodalmi munkái
- Bányatelepítések tervezése. 1918
- A recski kékpala flotálása. 1920
- Nedves úton való ércelőkészítés tudományos alapjai. 1924. Németül: 1924, angolul: 1930, oroszul: 1932, spanyolul: 1941
- Ércelőkészítés. 1925
- Szénelőkészítés. 1927
- Ásványszenek brikettezése. 1930
- Légszér szabadalom. 1931
- Szénbrikettek hazai kötőanyaggal. 1935
- A flotációs ásványelőkészítési eljárás. 1937
- A pneumatikus szénelőkészítés mechanikai alapjai. 1938. Németül: 1939
- Redukált bauxitok mágneses szeparálása. 1939